# Кастельраймондо
Кастельраймондо (итал. Castelraimondo) — коммуна в Италии, располагается в регионе Марке, в провинции Мачерата.
Население составляет 4944 человека (2008 г.), плотность населения составляет 112 чел./км². Занимает площадь 44 км². Почтовый индекс — 62022. Телефонный код — 0737.
Покровителем коммуны почитается святой Власий Севастийский, празднование 3 февраля.

## Демография
Динамика населения:

## Администрация коммуны
- Официальный сайт: http://www.castelraimondo.sinp.net/